# Théâtre du Garde-Chasse
Le théâtre du Garde-Chasse est un ensemble d'équipements municipaux de la commune des Lilas, en Seine-Saint-Denis, en France.

## Histoire
L'ensemble a été construit en 1902 par l'architecte Léopold Bevière sur l'ancien emplacement du jardin de Paul de Kock. Il s'agit d'un monument « typique de la Troisième République » qui trouve son inspiration dans le Grand Trianon. La façade principale donne sur un parc triangulaire, qui fait face à la rue de Paris.

## Description
Contrairement à ce que son nom pourrait laisser supposer, le théâtre du Garde-Chasse est un « ensemble d'équipements municipaux » : il est composé de la mairie, d'une salle des fêtes et de deux écoles. L'ancienne « salle des fêtes » est devenue une salle polyvalente qui sert de salle de théâtre, de salle de cinéma et de salle de concerts et de spectacles.
La salle des fêtes est, à sa construction, « la plus vaste de la couronne parisienne ». Ses décors sont l'œuvre du peintre Victor Tardieu, et auraient été inspirés par le travail de Giambattista Tiepolo.

## Localisation
Le théâtre du Garde-Chasse est situé au 2 rue Waldeck-Rousseau aux Lilas.

## Protection
L'intérieur de la salle des fêtes du théâtre du Garde-Chasse a été inscrit au titre des monuments historiques par arrêté du 8 novembre 1990.